# Un amor en Moisés Ville
Un amor en Moisés Ville es una película de Argentina filmada en colores dirigida por Antonio Ottone y Daniel Barone sobre el guion del primero que se estrenó el 12 de abril de 2001 y que tuvo como actores principales a Víctor Laplace, Cipe Lincovsky y Malena Figo.
Fue filmada en Moisés Ville, provincia de Santa Fe, en Saladillo y Bella Vista.

## Sinopsis
Un actor vuelve a Moisés Ville, la primera colonia judía instalada en Argentina.

## Reparto
Participaron del filme los siguientes intérpretes:
- Víctor Laplace...David adulto
- Cipe Lincovsky...Madre de Hannah
- Malena Figo...Hannah / Raquel
- Lautaro Delgado Tymruk...David joven
- Jean Pierre Reguerraz...Padre de David
- Noemí Frenkel...Madre de David
- Luisana Lopilato...Hannah niña
- Emilio Bardi...Taxista
- Maximiliano Ghione
- Max Berliner
- Iván Moschner
- Ricardo Llusá...Extra

## Comentarios
Paraná Sendrós en Ámbito Financiero opinó:

”Narración sencilla, de estilo clásico, casi de telefilm…Tiene sus defectos: la liviandad y algunos diálogos medio recitativos, inoportunos, o de viejo estilo…Pero también tiene sus méritos: elenco apropiado, con buenos jóvenes fogueándose, y un cariño aun más apropiado…Pudo ser mejor, pero difícilmente tener más cariño”.

Jorge Belaunzarán escribió:

”Termina aburriendo por falta de rigor narrativo, música excesiva, diálogos innecesarios, actuaciones inapropiadas.” 

Manrupe y Portela dicen:

”Un episodio de la colonizaciónjudía, evidentemente filmado con afecto pero con ese marco bucólico, moroso, afín al estilo de varias películas argentinas de fines de los setenta.